# Интра, Джованни
Джованни Баттиста Интра (итал. Giovanni Battista Intra; 1832, Кальвенцано — 1907, Мантуя) — итальянский писатель.
Учился в Павии и Вене, был директором лицея в Кремоне. С 1868 года жил в Мантуе, профессионально занимаясь литературой. Дружил с философом Роберто Ардиго.
Опубликовал «Manuale del contadino» (Милан, 1867) и ряд романов и повестей: «Аі bagni di mari», «Agnese Gonzaga», «Il sacco di Mantova», «L’ultimo dei Bonnacolsi», «In villa», «Isabella Clara d’Austria», «La bella Ardizzina», «La cattedrale di Mantova» и др.